# Jean Mounier
Jean Mounier, né le 27 juillet 1928 à Paramé et mort le 28 mai 2009 à Rennes,, est un géographe français spécialiste de climatologie et d’hydrologie, qui a enseigné à l’Université Rennes 2 Haute Bretagne. Il a été président de cette université de 1986 à 1991.

## Formation
Il poursuit ses études universitaires à Rennes, puis enseigne pendant quelques années au lycée de Morlaix avant de revenir dans l'université rennaise.

## Recherche et enseignement
Il défend en 1977 une thèse intitulée « Les climats océaniques des régions atlantiques de l’Espagne et du Portugal », dirigée par Charles-Pierre Péguy, et saluée notamment par André Meynier.

## Politique et présidence de l'Université Rennes 2
Il est responsable SNESUP en 1968, et est l’un des acteurs du passage de l’Université de Rennes à l’Université Rennes 2 Haute Bretagne. Il exerce de 1986 à 1991 la fonction de président de cette université. Il est également le premier président à construire de nouveaux locaux, et un partisan des délocalisations et de la création des antennes de Rennes 2 à Saint-Brieuc et Lorient. Il s’est aussi engagé dans la politique locale, notamment lors des élections municipales de 1995 dans sa ville de Saint-Grégoire.

## Hommage
L'amphithéâtre A2 de l'Université de Rennes 2 porte son nom.

## Publications
- Les Climats océaniques des régions atlantiques de l'Espagne et du Portugal, Lille, Atelier de Reproduction des thèses, Université Lille III , 1979.
- Saint-Malo, co-écrit avec Daniel Gélin et André Lespagnol, Rennes, Éd. Ouest-France, 1990.
- En tant que directeur : Satellites et climatologie, actes du 3e colloque de l'Association internationale de climatologie, Lannion-Rennes, 20-22 juin 1990, Aix-en-Provence, Association internationale de climatologie, 1991.